# Sphacelodes vulneraria
Sphacelodes vulneraria là một loài bướm đêm trong họ Geometridae.